# アーダルベルタ (小惑星)
アーダルベルタ (330 Adalberta) は小惑星帯にある小さな小惑星。
1910年2月2日にマックス・ヴォルフによってドイツのハイデルベルクで発見され、ヴォルフの義父で神学者・東洋学者のアーダルベルト・メルクス (Adalbert Merx) にちなんで命名された。
小惑星番号330番とアーダルベルタという名前は、初めは1892年3月18日にマックス・ヴォルフが発見し、1892 Xという仮符号が付けられた星に与えられたが、この星はその後2度と見つからなかった。1982年にはこれが恒星の誤認であったことが確認された。この小惑星番号と名前は、ヴォルフが1910年2月2日に発見し、A910 CBという仮符号が付けられた別の小惑星の番号と名前として再利用された。いずれにせよ、アーダルベルタは仮符号が使われるようになってから発見された小惑星としては最も若い番号を持つ。